# C/2013 F1 (Boattini)
C/2013 F1 (Boattini) — одна з гіперболічних комет. Ця комета була відкрита 23 березня 2013 року; вона мала 17.9m на час відкриття.